# 锡尼奥
锡尼奥（義大利語：Sinio），是意大利库内奥省的一个市镇。总面积8平方公里，人口519人，人口密度64.9人/平方公里（2009年）。ISTAT代码为004220。